# I-367 (tàu ngầm Nhật)
I-367 là một tàu ngầm vận tải thuộc lớp Type D1 được Hải quân Đế quốc Nhật Bản chế tạo vào giai đoạn cuối Chiến tranh Thế giới thứ hai. Nhập biên chế năm 1944, nó thực hiện các chuyến vận tải giữa Nhật Bản đến các căn cứ tại các đảo bị cô lập, cho đến khi được cải biến thành tàu ngầm mẹ mang ngư lôi tự sát Kaiten vào năm 1945. Nó sống sót qua cuộc xung đột, và đầu hàng lực lượng Đồng Minh khi Thế Chiến II kết thúc. I-367 bị Hải quân Hoa Kỳ đánh đắm tại quần đảo Gotō trong khuôn khổ Chiến dịch Road's End vào ngày 1 tháng 4, 1946.

## Thiết kế và chế tạo

### Thiết kế
Tàu ngầm Type D là một kiểu tàu ngầm vận tải, được thiết kế dựa trên chiếc U-155 Deutschland của Hải quân Đế quốc Đức trong Thế Chiến I. Chúng có trọng lượng choán nước 1.808 tấn (1.779 tấn Anh) khi nổi và 2.251 tấn (2.215 tấn Anh) khi lặn, lườn tàu có chiều dài 73,5 m (241 ft 2 in), mạn tàu rộng 8,9 m (29 ft 2 in) và mớn nước sâu 4,46 m (14 ft 8 in). Con tàu có thể lặn sâu đến 75 m (246 ft), và có khả năng vận chuyển 85 tấn hàng hóa cùng mang theo hai xuồng đổ bộ Daihatsu.
Tàu ngầm Type D1 được trang bị hai động cơ diesel Kampon Mk.23B Model 8 tổng công suất 1.850 mã lực phanh (1.380 kW), mỗi chiếc vận hành một trục chân vịt. Khi lặn, mỗi trục được vận hành bởi một động cơ điện công suất 600 mã lực (447 kW). Khi di chuyển trên mặt nước nó đạt tốc độ tối đa 13 hải lý trên giờ (24 km/h; 15 mph) và 6,5 hải lý trên giờ (12,0 km/h; 7,5 mph) khi lặn dưới nước, tầm xa hoạt động của Type D1 là 15.000 hải lý (28.000 km; 17.000 mi) ở tốc độ 10 hải lý trên giờ (19 km/h; 12 mph), và có thể lặn xa 120 nmi (220 km; 140 mi) ở tốc độ 3 hải lý trên giờ (5,6 km/h; 3,5 mph).
Type D1 nguyên bản không được trang bị các ống phóng ngư lôi. Vũ khí trên boong tàu bao gồm một khẩu hải pháo 14 cm (5,5 in), cùng một pháo phòng không 25 mm Type 96 nòng đôi. Những chiếc còn sống sót vào đầu năm 1945 được cải biến để mang theo tối đa năm ngư lôi tự sát Kaiten.

### Chế tạo
I-367 được đặt lườn như là chiếc Tàu ngầm số 5467 tại xưởng tàu của hãng Mitsubishi ở Kobe vào ngày 22 tháng 10, 1943. Nó được đổi tên thành I-367 đồng thời được hạ thủy vào ngày 28 tháng 4, 1944. Con tàu hoàn tất và nhập biên chế vào ngày 15 tháng 8, 1944, dưới quyền chỉ huy của Thiếu tá Hải quân Shinohara Shigeo.

## Lịch sử hoạt động
Sau khi nhập biên chế, I-367 được phối thuộc cùng Quân khu Hải quân Yokosuka, và được điều về Hải đội Tàu ngầm 11 để chạy thử máy huấn luyện. Sau khi hoàn tất nó được điều sang Hải đội Tàu ngầm 7 từ ngày 15 tháng 10, 1944, cùng với các tàu ngầm I-361, I-362, I-363, I-366, I-368, I-369, I-370 và I-371.

### Các nhiệm vụ vận chuyển
Vào ngày 31 tháng 10, I-367 khởi hành từ Yokosuka hướng sang đảo Marcus cho chuyến đi vận tải đầu tiên, vận chuyển 61 tấn thực phẩm và đạn dược. Nó đi đến đảo Marcus vào ngày 6 tháng 11, rồi quay trở về Yokosuka vào ngày 12 tháng 11. Chiếc tàu ngầm lại xuất phát từ Yokosuka vào ngày 4 tháng 12 cho chuyến đi vận tải thứ hai, lần này hướng sang đảo Wake vận chuyển 81 tấn thực phẩm và đạn dược. Nó đi đến đảo Wake vào ngày 17 tháng 12, chất dỡ hàng hóa rồi lên đường cho chặng quay trở về, đi đến Yokosuka vào ngày 1 tháng 1, 1945.

### Tàu ngầm chở ngư lôiKaiten
Sau khi về đến Yokosuka, I-367 được chọn để cải biến từ một tàu ngầm vận tải thành một tàu ngầm "mẹ" mang ngư lôi tự sát Kaiten. Việc cải biến bao gồm tháo dỡ khẩu hải pháo 14 cm (5,5 in) cùng các xuồng đổ bộ Daihatsu, và lắp đặt các bộ gá để chở được năm ngư lôi trên boong tàu. Công việc cải biến tại Xưởng vũ khí Hải quân Yokosuka hoàn tất vào cuối tháng 4. Trong thời gian này, Hải đội Tàu ngầm 7 được giải thể vào ngày 20 tháng 3, và I-367 được điều sang Hải đội Tàu ngầm 15.

#### Nhiệm vụKaitenthứ nhất
Từ ngày 26 đến ngày 29 tháng 3, lực lượng Hoa Kỳ bắt đầu chiếm các căn cứ tiền phương và nơi neo đậu tại quần đảo Kerama về phía Tây Nam Okinawa, và Trận Okinawa chính thức bắt đầu vào ngày 1 tháng 4 khi lực lượng Hoa Kỳ đổ bộ lên chính đảo Okinawa. Do đó sau khi công việc cải biến hoàn tất, I-367 cùng với tàu ngầm chị em I-366 được phối thuộc cùng Đội Kaiten Shimbu, và đến ngày 1 tháng 5 đã lên đường đi sang căn cứ Kaiten tại Otsujima, Yamaguchi, nơi nó nhận các ngư lôi Kaiten cho nhiệm vụ tấn công tàu bè lực lượng Đồng Minh tham gia chiến dịch Okinawa. I-367 thực hành vận chuyển và phóng Kaiten ngoài khơi Otsujima từ ngày 2 đến ngày 4 tháng 5, rồi lên đường vào ngày 5 tháng 5 để tuần tra tại khu vực Tây Bắc Saipan. Tàu chị em I-366 bị hư hại do trúng phải thủy lôi ngoài khơi Hikari vào ngày 6 tháng 5, nên I-367 là tàu ngầm duy nhất của Đội Kaiten Shimbu tham gia tuần tra.
Từ ngày 15 đến ngày 19 tháng 5, đang khi tuần tra tại khu vực Đông Nam Oki Daitō cách 450 nmi (830 km) về phía Tây Bắc Saipan, I-367 đã bốn lần phát hiện tàu bè Đồng Minh nhưng đã không thể tiếp cận để tấn công. Nó đang ở khu vực phía Đông Okinawa vào ngày 27 tháng 5, khi nhìn thấy một đoàn bốn tàu thuộc Hải đội Dịch vụ 6 Hải quân Hoa Kỳ. Ba chiếc Kaiten của I-367 gặp trục trặc kỹ thuật, hai chiếc hỏng bánh lái và một chiếc hỏng động cơ, nên nó chỉ phóng hai chiếc Kaiten còn lại phía mạn trái đoàn tàu đối phương. Một Kaiten bị chiếc tàu kéo USS Sioux đánh chìm bằng pháo Bofors 40 mm L/60. I-367 tự nhận đã đánh chìm hai tàu buôn, và một số nguồn cho rằng tàu hộ tống khu trục USS Gilligan bị hư hại do trúng Kaiten vào ngày 27 tháng 5; nhưng thực ra đoàn tàu không bị thiệt hai bởi I-367 và Gilligan bị hư hại bởi máy bay Kamikaze.
I-367 lên đường quay trở về Nhật Bản, đi đến Otsujima vào ngày 4 tháng 6, nơi nó chất dỡ các Kaiten còn lại cùng hoa tiêu. Sau đó nó lên đường đi Kure, đến nơi vào ngày 5 tháng 6.

#### Nhiệm vụKaitenthứ hai
Đến ngày 19 tháng 7, I-367 được phối thuộc cùng Đội Kaiten Tamon cùng với các tàu ngầm I-47, I-53, I-58, I-363 và I-366. Nó cùng năm ngư lôi Kaiten trên tàu xuất phát từ căn cứ Otsujima cùng ngày hôm đó để tuần tra tại khu vực cách 400 nmi (740 km) về phía Đông Nam Okinawa. I-367 không bắt gặp mục tiêu nào trong chuyến tuần tra này.

### Cuối chiến tranh - Bị loại bỏ
Trong lúc I-367 đang trên đường quay trở về Nhật Bản ở vị trí ngoài khơi eo biển Bungo, Thế Chiến II kết thúc vào ngày 15 tháng 8, 1945, khi Thiên hoàng Chiêu Hòa Hirohito công bố qua đài phát thanh mệnh lệnh đình chỉ chiến sự giữa Nhật Bản và Đồng Minh. I-367 đi đến căn cứ Otsujima cùng ngày hôm đó, nơi nó đưa các hoa tiêu Kaiten rời tàu, rồi lên đường đi Kure, đến nơi vào ngày 16 tháng 8. Chiếc tàu ngầm đầu hàng lực lượng Đồng Minh tại đây trong tháng 9, sau khi văn kiện đầu hàng được ký kết trên thiết giáp hạm USS Missouri neo đậu trong vịnh Tokyo vào ngày 2 tháng 9. 
Đến tháng 10, I-367 di chuyển từ Kure đến Sasebo, nơi nó bị tháo dỡ mọi thiết bị và vật liệu có giá trị. Tên nó được cho rút khỏi đăng bạ hải quân vào ngày 30 tháng 11, 1945. Trong khuôn khổ Chiến dịch Road's End, tàu tiếp liệu tàu ngầm Hoa Kỳ USS Nereus (AS-17) đã kéo I-367 từ Sasebo đến khu vực ngoài khơi quần đảo Gotō vào ngày 1 tháng 4, 1946. Tại đây cùng với một số tàu ngầm Nhật Bản khác, nó bị đánh chìm bằng chất nổ và đắm lúc 13 giờ 18 phút.